# Hajnal Tamás
Hajnal Tamás (Esztergom, 1981. március 15. –) magyar labdarúgó, középpályás, ötvenkilencszeres magyar válogatott, 2007-ben és 2008-ban megkapta a magyar játékosok közötti legnagyobb elismerést, a Magyar Aranylabdát. 2018 júliusában bejelentette visszavonulását.

## Pályafutása

### Ferencváros és Dunakanyar-Vác FC
A kilencéves korától a nagyon tehetséges fiatalok közé sorolták, első profi klubja az FTC volt. Két mérkőzésen szerepelt a Magyar Nemzeti Bajnokságban. Ugyanebben az évben a Dunakanyar-Vác FC-hez került. Nem játszott egyetlenegy mérkőzést sem. A következő évet a német Bundesligában kezdte.

### Schalke 04
Schalke 04-nél eleinte az első csapat keretével készült, 2 szezon után a Bundesligában is bemutatkozhatott az 1999–2000-es szezonban, azonban 19 évesen nem sikerült megragadnia a Schalke első keretében, végül a vezetőség a harmadosztályú amatőr csapathoz irányította a több játéklehetőség reményében. A terveknek megfelelően itt rendszeres lehetőséghez jutott, magasan csapata legjobbja volt, szezononként 10 gól körül termelt, de ez sem tűnt elegendőnek ahhoz, hogy visszahívják az első csapathoz. Végül 2004-ben, 23 évesen Tamás úgy döntött, hogy nem vár tovább és inkább elfogadja egy kisebb csapat, a belga Sint-Truiden ajánlatát. A felnőttek között 8 mérkőzésen szerepelt, míg a tartalékok közt közel 100 mérkőzésen viselte a Schalke 04 mezét.

### Sint-Truidense V.V.
A Jupiler League-ben szereplő K Sint-Truidense VV csapatában igazolt. Első évében 30 mérkőzésen 6 gólt, míg a másodig szezonjában 20 mérkőzésen 5 gólt jegyzett.

### Kaiserslautern
2006-ban a Bundesliga 2-ben szereplő Kaiserslautern csapatába igazolt.

### Karlsruher SC

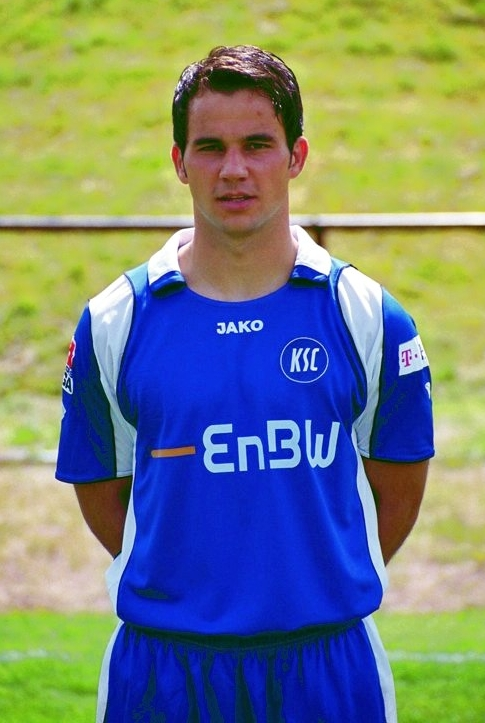
Hajnal Tamás a Karlsruher SC-ben

2007-ben a Bundesliga 1-be frissen feljutó Karlsruher SC-be igazolt. A nyári átigazolások közül ő volt a legjobb döntés a Karlsruher vezetőségétől. 2007. augusztus 12-én az 1. FC Nürnberg ellen mutatkozott be és a mérkőzésen az ő duplájával nyertek 2-0-ra idegenben. Öt nappal később gólpasszt adott Maik Franz-nak. Szeptember 2-án Hajnal góljával 1-0-ra verték a bajnoki címvédő VfB Stuttgartot. Két héttel később a VfL Wolfsburg ellen gólpasszt adott Mario Eggimann-nak. A hónap végén ismét gólpasszt adott a Borussia Dortmund ellen 3-1-re megnyert hazai mérkőzésen Eggimann-nak.
Október 6-án a Schalke 04 ellen 2-0-ra megnyert idegenbeli mérkőzésen két gólpasszt adott Christian Timm-nek. November 4-én ismét gólpasszt adott az MSV Duisburg ellen Eggimann-nak. November 23-án a Hertha BSC ellen gólt szerzett. December 8-án gólt szerzett a VfL Bochum ellen a mérkőzés 24. percében. a mérkőzés végül 2-2-es döntetlennel zárult.
Az őszi teljesítménye alapján az ötödik helyre rangsorolta Hajnal-t a Kicker a támadó középpályások toplistáján. 2008 januárjában a Borussia Dortmund és a HSV Hamburg érdeklődött utána. A drukkerek Hajnal-t választották meg az őszi szezon legjobbjának. A német Kicker őszi álom tizenegyébe is beválasztották. Január közepén a Karlsruher megkezdte a tárgyalásokat a Dortmunddal Hajnal átigazolásáról.
A német téli szünet ideje alatt Törökországban edző táboroztak. A második edző mérkőzésen a Greuther Fürth ellen megnyert 2-1-re végződő mérkőzésen a 70. percben egy akció után gólpasszt adott, de kezezés miatt tizenegyest ítéltek a Karlsruhénak. A büntetőt Hajnal értékesítette. Az SSV Reutlingen ellen 5-2-re megnyert barátságos mérkőzésen duplázott. Január végén bejelentették, hogy nyártól négy évre a Borussia Dortmund játékosa lesz. Az utolsó felkészülési mérkőzésen a FSV Mainz 05 ellen ismét gólt szerzett.
Február 9-én a Hannover 96 ellen a 64. percben gólt szerzett, egy remek kontratámadás után ballal a jobb sarokba lőtte a labdát. A mérkőzés végül 2-2-es döntetlennel zárult. A hónap végén a VfB Stuttgart ellen ismét gólt szerzett. A 81. percben Kapllani Hajnal elé passzolta a labdát, aki két méterről a hálóba lőtte a labdát. Március 22-én a Borussia Dortmund ellen gólpasszt adott. Április 16-án a MSV Duisburg ellen a 81. percben megszerezte a bajnokságban a nyolcadik gólját. Tíz nappal később a Werder Bremen csapata ellen gólpasszt adott Sebastian Freis-nek. A mérkőzés 3-3-as döntetlennel fejeződött be. Május 6-án az Energie Cottbus ellen ismételten gólpasszt adott Stefan Buck-nak.

### Dortmund
2008. január 23-án írta alá 4 éves szerződését a Borussia Dortmunddal. Első dortmundi tétmmérkőzésén, a német szuperkupa-döntőn 2008. július 23-án kitűnően mutatkozott be, egy szabadrúgás-góllal járult hozzá a 2–1-es végeredményhez. A második félidőben lecserélték a magyar fiút, hogy hálálja meg a közönség a precíz gólt, és a pazar játékot amit Tamás mutatott, (hatalmas taps búcsúztatta) és hogy pihentethesse a BVB mestere a csapat egyik legjobbját. A mérkőzésen remek teljesítményt nyújtott a gólján kívül is, példának okáért majdnem ollózott egy gólt, kevéssel ment csak el a labda a kapu mellett. Roppant hasznos tagja volt a csapatnak.2009 őszén megsérült, de klubjában általában stabil tagja a kezdőcsapatnak. 2010-ben megsérült és felépülése után nem számítottak rá kezdőként. 2011 januárjában kölcsönvette a VFB Stuttgart.

### Stuttgart (2011 kölcsön)
2011. január 31-én kölcsönadták a VfB Stuttgartnak, azzal a szándékkal hogy segítségével sikerül elkerülni a VFB-nek a kisesést. 2011. február 27-én Hajnal szerezte az első gólt a Eintracht Frankfurt ellen. A végeredmény 2-0 Stuttgartnak.
2011. május 7-én Hajnal véglegesen a VfB Stuttgart játékosa lett mivel sikerült elkerülni a kiesést amiben Hajnalnak nagy szerepe volt.

### Ferencváros
A 2016–2017-es idényben 19 bajnokin lépett pályára, összesen 25 tétmérkőzésen és ezeken háromszor volt eredményes, valamint adott öt gólpasszt. 2017 júniusában egy évvel meghosszabbította a szerződését. 2018-ban jelentette be visszavonulását. 

### A válogatottban

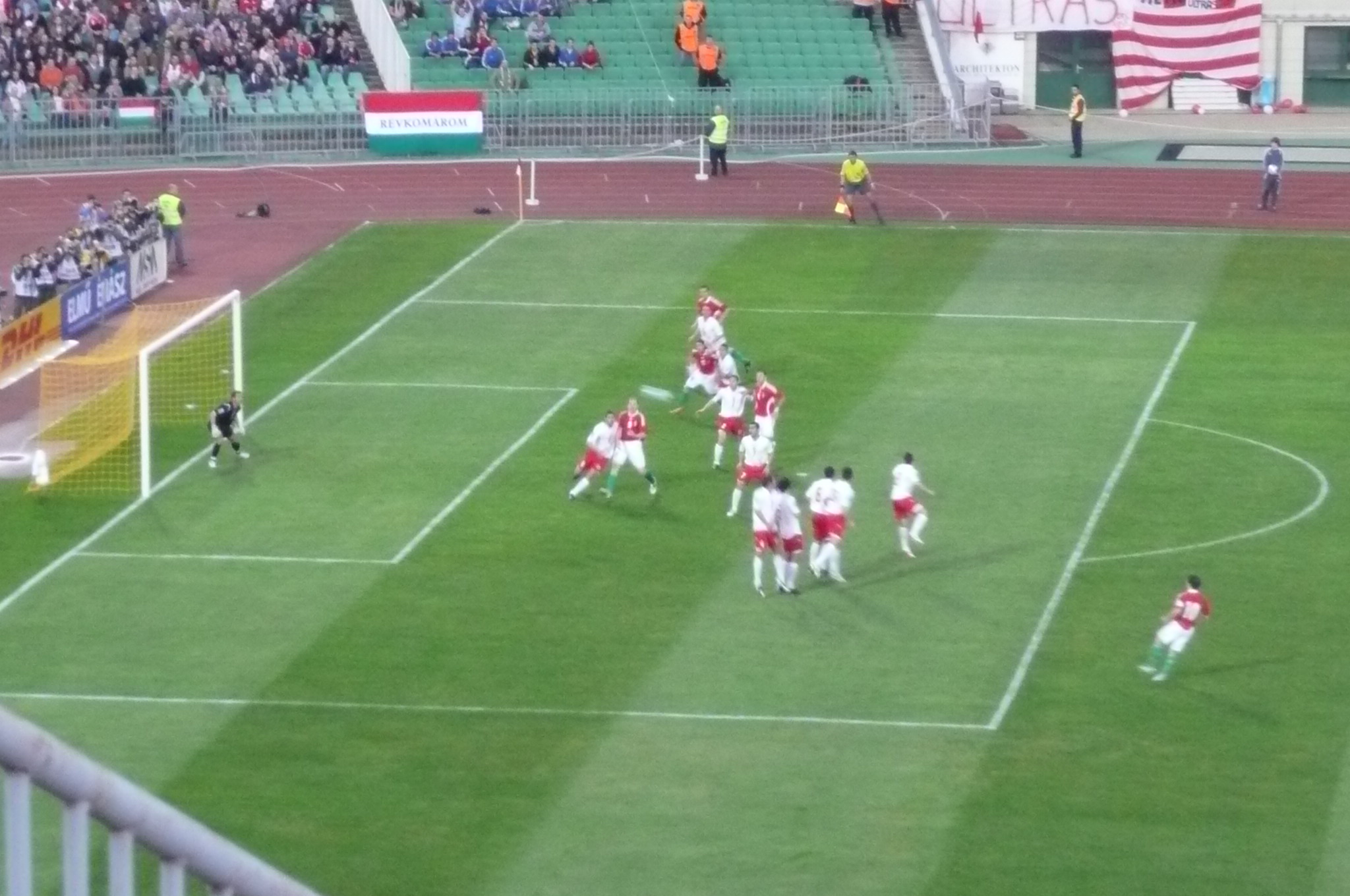
Hajnal szabadrúgása Málta ellen Budapesten

Hajnal első mérkőzését a magyar válogatottban 2004. október 9-én játszotta a stockholmi, Råsunda Stadionban Svédország ellen. A találkozó 3–0-s svéd sikerrel zárult. 2007. október 17-én megszerezte első válogatott gólját a lengyel válogatott ellen Łódź-ban. A 81. percben tizenegyesből volt eredményes. 2008. augusztus 20-án Montenegró ellen az 55. percben Vadócz beadása után Hajnal átvette a labdát, majd kilőtte a bal alsót, ezek után a 88. percben Halmosi harcolt ki tizenegyest egy megugrás után, a büntetőt Hajnal értékesítette. A mérkőzés 3-3-as döntetlennel zárult. 2009. április 1-jén Málta ellen 7. percben szabadrúgásból szerzett vezetést a válogatottnak. 2011. február 9-én Azerbajdzsán ellen a második félidőben lépett pályára, majd a 81. percben egy remek csel után védhetetlenül lőtte ki az azeri kapu bal alsó sarkát.

## Sikerei, díjai

### Klubcsapatokkal
Ferencvárosi TC
- Magyar bajnok: 2016
- Magyar kupa-győztes: 2015, 2016, 2017
- Magyar első osztály: ezüstérmes: 2015, 2018
- Magyar első osztály: bronzérmes: 1997
- Magyar ligakupa-győztes: 2015
- Magyar szuperkupa-győztes: 2015, 2016

 Borussia Dortmund
- Német szuperkupa-győztes: 2008 (nem hivatalos)

 VfB Stuttgart
- Német kupa-ezüstérmes: 2013
- Európa-liga-nyolcaddöntős: 2012-2013

### Egyéni
- Magyar Aranylabda-győztes: 2007, 2008
- Az év magyar labdarúgója-győztes: 2007

## Statisztika

### Klubcsapatokban
| Klub                 | Idény          | Bajnokság teljesítmény | Bajnokság teljesítmény | Bajnokság teljesítmény | Nemzeti kupa    | Nemzeti kupa | Nemzetközi kupa | Nemzetközi kupa | Összesen        | Összesen |
| Klub                 | Idény          | Bajnokság              | Pályára lépések        | Gólok                  | Pályára lépések | Gólok        | Pályára lépések | Gólok           | Pályára lépések | Gólok    |
| -------------------- | -------------- | ---------------------- | ---------------------- | ---------------------- | --------------- | ------------ | --------------- | --------------- | --------------- | -------- |
| Ferencváros          | 1996–97        | NB I                   | 2                      | 0                      | 0               | 0            | 0               | 0               | 2               | 0        |
| Ferencváros          | Összesen       | Összesen               | 2                      | 0                      | 0               | 0            | 0               | 0               | 2               | 0        |
| Vác                  | 1997–98        | NB I                   | 0                      | 0                      | 0               | 0            | 0               | 0               | 0               | 0        |
| Vác                  | Összesen       | Összesen               | 0                      | 0                      | 0               | 0            | 0               | 0               | 0               | 0        |
| Schalke 04           | 1997–98        | Bundesliga             | 0                      | 0                      | 0               | 0            | 0               | 0               | 0               | 0        |
| Schalke 04           | 1998–99        | Bundesliga             | 0                      | 0                      | 0               | 0            | 0               | 0               | 0               | 0        |
| Schalke 04           | 1999–00        | Bundesliga             | 8                      | 0                      | 0               | 0            | 0               | 0               | 8               | 0        |
| Schalke 04           | Összesen       | Összesen               | 8                      | 0                      | 0               | 0            | 0               | 0               | 8               | 0        |
| Schalke 04 ll        | 2000–01        | Regionalliga           | 28                     | 9                      | 0               | 0            | 0               | 0               | 28              | 9        |
| Schalke 04 ll        | 2001–02        | Regionalliga           | 29                     | 11                     | 1               | 0            | 0               | 0               | 30              | 11       |
| Schalke 04 ll        | 2002–03        | Regionalliga           | 32                     | 13                     | 0               | 0            | 0               | 0               | 32              | 13       |
| Schalke 04 ll        | 2003–04        | Regionalliga           | 15                     | 8                      | 0               | 0            | 0               | 0               | 15              | 8        |
| Schalke 04 ll        | Összesen       | Összesen               | 104                    | 41                     | 1               | 0            | 0               | 0               | 105             | 41       |
| Sint Truiden         | 2004–05        | Jupiler Pro League     | 30                     | 6                      | 0               | 0            | 0               | 0               | 30              | 6        |
| Sint Truiden         | 2005–06        | Jupiler Pro League     | 20                     | 5                      | 0               | 0            | 0               | 0               | 20              | 5        |
| Sint Truiden         | Összesen       | Összesen               | 50                     | 11                     | 0               | 0            | 0               | 0               | 50              | 11       |
| 1. FC Kaiserslautern | 2006–07        | 2. Bundesliga          | 32                     | 7                      | 2               | 1            | 0               | 0               | 34              | 8        |
| 1. FC Kaiserslautern | Összesen       | Összesen               | 32                     | 7                      | 2               | 1            | 0               | 0               | 34              | 8        |
| Karlsruher SC        | 2007–08        | Bundesliga             | 32                     | 8                      | 2               | 0            | 0               | 0               | 34              | 8        |
| Karlsruher SC        | Összesen       | Összesen               | 32                     | 8                      | 2               | 0            | 0               | 0               | 34              | 8        |
| Borussia Dortmund    | 2008–09        | Bundesliga             | 30                     | 5                      | 3               | 1            | 2               | 2               | 35              | 8        |
| Borussia Dortmund    | 2009–10        | Bundesliga             | 21                     | 0                      | 2               | 0            | 0               | 0               | 23              | 0        |
| Borussia Dortmund    | 2010–11        | Bundesliga             | 0                      | 0                      | 0               | 0            | 0               | 0               | 0               | 0        |
| Borussia Dortmund    | Összesen       | Összesen               | 51                     | 5                      | 5               | 1            | 2               | 2               | 58              | 8        |
| VfB Stuttgart        | 2010–11        | Bundesliga             | 12                     | 3                      | 0               | 0            | 2               | 0               | 14              | 3        |
| VfB Stuttgart        | 2011–12        | Bundesliga             | 33                     | 1                      | 3               | 0            | 0               | 0               | 36              | 1        |
| VfB Stuttgart        | 2012–13        | Bundesliga             | 13                     | 0                      | 2               | 1            | 9               | 1               | 24              | 2        |
| VfB Stuttgart        | Összesen       | Összesen               | 58                     | 4                      | 5               | 1            | 11              | 1               | 74              | 6        |
| FC Ingolstadt 04     | 2013–14        | Bundesliga             | 9                      | 1                      | 3               | 2            | 0               | 0               | 12              | 3        |
| FC Ingolstadt 04     | Összesen       | Összesen               | 9                      | 1                      | 3               | 2            | 0               | 0               | 12              | 3        |
| Ferencváros          | 2014–15        | Nemzeti Bajnokság I    | 6                      | 2                      | 1               | 0            | 0               | 0               | 7               | 2        |
| Ferencváros          | 2015–16        | Nemzeti Bajnokság I    | 21                     | 2                      | 4               | 1            | 3               | 0               | 28              | 3        |
| Ferencváros          | 2016–17        | Nemzeti Bajnokság I    | 19                     | 2                      | 6               | 1            | 3               | 0               | 25              | 3        |
| Ferencváros          | 2017–18        | Nemzeti Bajnokság I    | 4                      | 1                      | 0               | 0            | 1               | 0               | 5               | 1        |
| Ferencváros          | Összesen       | Összesen               | 50                     | 7                      | 11              | 2            | 4               | 0               | 65              | 9        |
| Teljes karrier       | Teljes karrier | Teljes karrier         | 396                    | 84                     | 29              | 7            | 21              | 3               | 442             | 94       |

### Mérkőzései a válogatottban
| Magyarország | Magyarország         | Magyarország                       | Magyarország     | Magyarország | Magyarország        | Magyarország | Magyarország | Magyarország         |
| #            | Dátum                | Helyszín                           | Hazai            | Eredmény     | Vendég              | Kiírás       | Gólok        | Esemény              |
| ------------ | -------------------- | ---------------------------------- | ---------------- | ------------ | ------------------- | ------------ | ------------ | -------------------- |
| 1.           | 2004. október 9.     | Stockholm, Råsunda Stadion         | Svédország       | 3 – 0        | Magyarország        | vb-selejtező | -            | 55'                  |
| 2.           | 2004. november 17.   | Ta’ Qali, Nemzeti Stadion          | Málta            | 0 – 2        | Magyarország        | vb-selejtező | -            |                      |
| 3.           | 2005. február 9.     | Cardiff, Millenium-stadion         | Wales            | 2 – 0        | Magyarország        | barátságos   | -            | 58'                  |
| 4.           | 2005. május 31.      | Metz, Stade Saint-Symphorien       | Franciaország    | 2 – 1        | Magyarország        | barátságos   | -            |                      |
| 5.           | 2005. június 4.      | Reykjavík, Laugardalsvöllur        | Izland           | 2 – 3        | Magyarország        | vb-selejtező | -            |                      |
| 6.           | 2005. szeptember 3.  | Budapest, Szusza Ferenc Stadion    | Magyarország     | 4 – 0        | Málta               | vb-selejtező | -            |                      |
| 7.           | 2005. szeptember 7.  | Budapest, Puskás Ferenc Stadion    | Magyarország     | 0 – 1        | Svédország          | vb-selejtező | -            | 18' 90'              |
| 8.           | 2005. október 8.     | Szófia, Vaszil Levszki Stadion     | Bulgária         | 2 – 0        | Magyarország        | vb-selejtező | -            |                      |
| 9.           | 2005. október 12.    | Budapest, Szusza Ferenc Stadion    | Magyarország     | 0 – 0        | Horvátország        | vb-selejtező | -            |                      |
| 10.          | 2005. november 16.   | Athén, Karaiszkákisz Stadion       | Görögország      | 2 – 1        | Magyarország        | barátságos   | -            | 90'                  |
| 11.          | 2007. március 24.    | Podgorica                          | Montenegró       | 2 – 1        | Magyarország        | barátságos   | -            |                      |
| 12.          | 2007. március 28.    | Budapest, Szusza Ferenc Stadion    | Magyarország     | 2 – 0        | Moldova             | Eb-selejtező | -            | 64'                  |
| 13.          | 2007. június 2.      | Iráklio, Pankritio                 | Görögország      | 2 – 0        | Magyarország        | Eb-selejtező | -            |                      |
| 14.          | 2007. június 6.      | Oslo, Ullevaal Stadion             | Norvégia         | 4 – 0        | Magyarország        | Eb-selejtező | -            | 29'                  |
| 15.          | 2007. augusztus 22.  | Budapest, Puskás Ferenc Stadion    | Magyarország     | 3 – 1        | Olaszország         | barátságos   | -            | 59'                  |
| 16.          | 2007. szeptember 8.  | Székesfehérvár, Sóstói Stadion     | Magyarország     | 1 – 0        | Bosznia-Hercegovina | Eb-selejtező | -            | 72'                  |
| 17.          | 2007. szeptember 12. | Isztambul, Beşiktaş İnönü Stadion  | Törökország      | 3 – 0        | Magyarország        | Eb-selejtező | -            | 90'                  |
| 18.          | 2007. október 13.    | Łódź                               | Lengyelország    | 0 – 1        | Magyarország        | barátságos   | 1            | 80' (11-esből) 90+3' |
| 19.          | 2007. november 17.   | Chișinău, Zimbru Stadion           | Moldova          | 3 – 0        | Magyarország        | Eb-selejtező | -            |                      |
| 20.          | 2007. november 21.   | Budapest, Puskás Ferenc Stadion    | Magyarország     | 1 – 2        | Görögország         | Eb-selejtező | -            | 76'                  |
| 21.          | 2008. február 6.     | Limassol, Cirion Stadion (CYP)     | Magyarország     | 1 – 1        | Szlovákia           | barátságos   | -            | a szünetben          |
| 22.          | 2008. május 24.      | Budapest, Puskás Ferenc Stadion    | Magyarország     | 3 – 2        | Görögország         | barátságos   | -            | 45' 82'              |
| 23.          | 2008. május 31.      | Budapest, Szusza Ferenc Stadion    | Magyarország     | 1 – 1        | Horvátország        | barátságos   | -            | 77'                  |
| 24.          | 2008. augusztus 20.  | Budapest, Puskás Ferenc Stadion    | Magyarország     | 3 – 3        | Montenegró          | barátságos   | 2            | 55' 88' (11-esből)   |
| 25.          | 2008. szeptember 6.  | Budapest, Puskás Ferenc Stadion    | Magyarország     | 0 – 0        | Dánia               | vb-selejtező | -            |                      |
| 26.          | 2008. szeptember 10. | Stockholm, Råsunda Stadion         | Svédország       | 2 – 1        | Magyarország        | vb-selejtező | -            | 87'                  |
| 27.          | 2008. október 11.    | Budapest, Puskás Ferenc Stadion    | Magyarország     | 2 – 0        | Albánia             | vb-selejtező | -            | 61'                  |
| 28.          | 2009. február 11.    | Ramat Gan, Ramat Gan Stadion       | Izrael           | 1 – 0        | Magyarország        | barátságos   | -            |                      |
| 29.          | 2009. március 28.    | Tirana, Qemal Stafa Stadion        | Albánia          | 0 – 1        | Magyarország        | vb-selejtező | -            | 79'                  |
| 30.          | 2009. április 1.     | Budapest, Puskás Ferenc Stadion    | Magyarország     | 3 – 0        | Málta               | vb-selejtező | 1            | 7' a szünetben       |
| 31.          | 2009. augusztus 12.  | Budapest, Puskás Ferenc Stadion    | Magyarország     | 0 – 1        | Románia             | barátságos   | -            |                      |
| 32.          | 2009. szeptember 5.  | Budapest, Puskás Ferenc Stadion    | Magyarország     | 1 – 2        | Svédország          | vb-selejtező | -            | 84'                  |
| 33.          | 2009. szeptember 9.  | Budapest, Puskás Ferenc Stadion    | Magyarország     | 0 – 1        | Portugália          | vb-selejtező | -            | 65'                  |
| 34.          | 2010. március 3.     | Győr, ETO Park                     | Magyarország     | 1 – 1        | Oroszország         | barátságos   | -            | 62'                  |
| 35.          | 2010. augusztus 11.  | London, Wembley Stadion            | Anglia           | 2 – 1        | Magyarország        | barátságos   | -            | 46'                  |
| 36.          | 2010. szeptember 3.  | Stockholm, Råsunda Stadion         | Svédország       | 2 – 0        | Magyarország        | Eb-selejtező | -            | 82'                  |
| 37.          | 2010. november 17.   | Székesfehérvár, Sóstói Stadion     | Magyarország     | 2 – 0        | Litvánia            | barátságos   | -            | 73'                  |
| 38.          | 2011. február 9.     | Dubaj, al-Sabab Stadion (UAE)      | Azerbajdzsán     | 0 – 2        | Magyarország        | barátságos   | 1            | a szünetben 81'      |
| 39.          | 2011. június 3.      | Luxembourg, Stade Josy Barthel     | Luxemburg        | 0 – 1        | Magyarország        | barátságos   | -            | 45' 80'              |
| 40.          | 2011. június 7.      | Serravalle, Olimpiai Stadion       | San Marino       | 0 – 3        | Magyarország        | Eb-selejtező | -            | 71'                  |
| 41.          | 2011. augusztus 10.  | Budapest, Puskás Ferenc Stadion    | Magyarország     | 4 – 0        | Izland              | barátságos   | -            | 76'                  |
| 42.          | 2011. szeptember 2.  | Budapest, Puskás Ferenc Stadion    | Magyarország     | 2 – 1        | Svédország          | Eb-selejtező | -            | 66'                  |
| 43.          | 2011. szeptember 6.  | Chișinău, Zimbru Stadion           | Moldova          | 0 – 2        | Magyarország        | Eb-selejtező | -            |                      |
| 44.          | 2011. október 11.    | Budapest, Puskás Ferenc Stadion    | Magyarország     | 0 – 0        | Finnország          | Eb-selejtező | -            | 88'                  |
| 45.          | 2011. november 11.   | Budapest, Puskás Ferenc Stadion    | Magyarország     | 5 – 0        | Liechtenstein       | barátságos   | -            | 62'                  |
| 46.          | 2011. november 15.   | Poznań, Városi Stadion             | Lengyelország    | 2 – 1        | Magyarország        | barátságos   | -            | a szünetben          |
| 47.          | 2012. február 29.    | Győr, ETO Park                     | Magyarország     | 1 – 1        | Bulgária            | barátságos   | -            | a szünetben          |
| 48.          | 2012. szeptember 7.  | Andorra la Vella, Estadi Comunal   | Andorra          | 0 – 5        | Magyarország        | vb-selejtező | -            | 75'                  |
| 49.          | 2012. szeptember 11. | Budapest, Puskás Ferenc Stadion    | Magyarország     | 1 – 4        | Hollandia           | vb-selejtező | -            | a szünetben          |
| 50.          | 2012. október 12.    | Tallinn, A. Le Coq Aréna           | Észtország       | 0 – 1        | Magyarország        | vb-selejtező | 1            | 47'                  |
| 51.          | 2012. október 16.    | Budapest, Puskás Ferenc Stadion    | Magyarország     | 3 – 1        | Törökország         | vb-selejtező | -            | 77'                  |
| 52.          | 2012. november 14.   | Budapest, Puskás Ferenc Stadion    | Magyarország     | 0 – 2        | Norvégia            | barátságos   | -            |                      |
| 53.          | 2013. február 6.     | Belek, Bellis Sports Center (TUR)  | Fehéroroszország | 1 – 1        | Magyarország        | barátságos   | -            |                      |
| 54.          | 2013. március 22.    | Budapest, Puskás Ferenc Stadion    | Magyarország     | 2 – 2        | Románia             | vb-selejtező | -            | 80'                  |
| 55.          | 2013. március 26.    | Isztambul, Şükrü Saracoğlu Stadion | Törökország      | 1 – 1        | Magyarország        | vb-selejtező | -            | 68'                  |
| 56.          | 2013. augusztus 14.  | Budapest, Puskás Ferenc Stadion    | Magyarország     | 1 – 1        | Csehország          | barátságos   | -            | a szünetben          |
| 57.          | 2013. szeptember 6.  | Bukarest, Nemzeti Stadion          | Románia          | 3 – 0        | Magyarország        | vb-selejtező | -            | 34'                  |
| 58.          | 2013. szeptember 10. | Budapest, Puskás Ferenc Stadion    | Magyarország     | 5 – 1        | Észtország          | vb-selejtező | 1            | 21'                  |
| 59.          | 2013. október 11.    | Amszterdam, Amsterdam ArenA        | Hollandia        | 8 – 1        | Magyarország        | vb-selejtező | -            | a szünetben          |
|              | Összesen             |                                    |                  | 59           | mérkőzés            |              | 7            | gól                  |